# 제소
제소(製訴)는 심판이 야구 규칙에 위배되는 판정을 했다고 생각하면, 감독은 구심에게 그 판정에 대해 KBO에 제고한다는 뜻을 가지고 경기한다.